# محمد أنور السادات
محمد أنور السادات (25 ديسمبر 1918 – 6 أكتوبر 1981) كان سياسيًا وضابطًا عسكريًا مصريًا، شغل منصب الرئيس الثالث لجمهورية مصر العربية من 15 أكتوبر 1970 حتى اغتياله على يد ضباط جيش متشددين في 6 أكتوبر 1981. كان السادات عضوًا كبيرًا في الضباط الأحرار الذين أطاحوا بالملك فاروق في ثورة 23 يوليو، وكان مقربًا جدًا من الرئيس جمال عبد الناصر، حيث خدم كنائب للرئيس مرتين وخلفه كرئيس في عام 1970. في عام 1978، وقع السادات ومناحم بيجن، رئيس وزراء إسرائيل، اتفاقية سلام بالتعاون مع الرئيس الأمريكي جيمي كارتر، وتم تكريمهما بجائزة نوبل للسلام بسبب ذلك.
خلال 11 عامًا من رئاسته، غيّر مسار مصر، مبتعدًا عن العديد من المبادئ السياسية والاقتصادية للناصرية، وأعاد تأسيس نظام متعدد الأحزاب، وأطلق سياسة الانفتاح الاقتصادية. كرئيس، قاد مصر في حرب أكتوبر عام 1973 لاستعادة شبه جزيرة سيناء المصرية، التي احتلتها إسرائيل منذ حرب الأيام الستة عام 1967، مما جعله بطلاً في مصر، وفي الوطن العربي الأوسع لبعض الوقت. وبعد ذلك، شارك في مفاوضات مع إسرائيل، بلغت ذروتها في اتفاقات كامب ديفيد ومعاهدة السلام المصرية الإسرائيلية؛ وقد أدى ذلك إلى حصوله ومناحيم بيغن على جائزة نوبل للسلام، مما جعل السادات أول مسلم يفوز بجائزة نوبل. على الرغم من أن رد الفعل على المعاهدة - التي أدت إلى عودة سيناء إلى مصر - كان إيجابيًا بشكل عام بين المصريين، فقد تم رفضها من قبل جماعة الإخوان المسلمين واليسار في البلاد، الذين شعروا أن السادات قد تخلى عن جهوده لضمان قيام دولة فلسطين. وباستثناء السودان، عارض الوطن العربي ومنظمة التحرير الفلسطينية بشدة جهود السادات لتحقيق سلام منفصل مع إسرائيل دون إجراء مشاورات مسبقة مع الدول العربية. وأدى رفضه التصالح معهم بشأن القضية الفلسطينية إلى تعليق عضوية مصر في جامعة الدول العربية من عام 1979 إلى عام 1989. كما كانت معاهدة السلام من العوامل الأساسية التي أدت إلى اغتياله. في 6 أكتوبر 1981، فتح مسلحون بقيادة خالد الإسلامبولي النار على السادات من بنادق آلية أثناء عرض في 6 أكتوبر في القاهرة، مما أدى إلى مقتله.

## النشأة ونشاطه الثوري

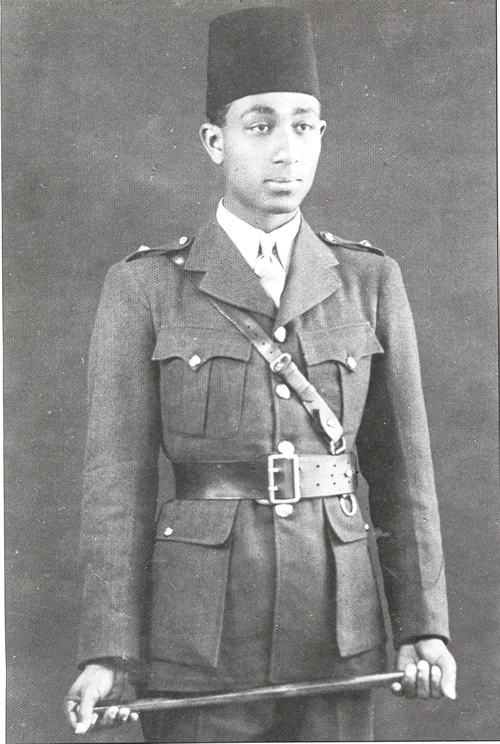
الرئيس السادات في صورة التخرج من الكلية الحربية 1938

الرئيس السادات بالزي العسكري

وُلد محمد أنور محمد السادات في 25 ديسمبر 1918 في قرية ميت أبو الكوم، التابعة لمحافظة المنوفية، فيما كان يعرف آنذاك بالسلطنة المصرية، لعائلة فقيرة، وكان لديه 14 أخًا. أحد إخوته، عاطف السادات، أصبح فيما بعد طيارًا وقُتل أثناء القتال في عام 1973 خلال حرب أكتوبر. كان والده محمد السادات من صعيد مصر وكان يعمل في السودان مع فريق طبي مرافق للجيش الإنجليزي المصري في عمل إداري وفي التمريض وفي الترجمة أيضًا، أما والدته فكانت سودانية من أم مصرية تدعى ست البرين من مدينة دنقلا تزوجها والده حينما كان يعمل مع الفريق الطبي الإنجليزي، لكنه عاش وترعرع في قرية ميت أبو الكوم. أشار السادات إلى أن القرية لم تضع غشاوة على عقله، لكن كانت جدته ووالدته هما اللتان فتنتاه وسيطرتا عليه، وهما السبب الرئيسي في تكوين شخصيته. فقد كان السادات يفخر بأن يكون بصحبة جدته الموقرة، تلك الجدة التي كان الرجال يقفون لتحيتها حينما تكون مارة رغم أميتها، إلا أنها كانت تملك حكمة غير عادية، حتى أن الأسر التي كانت لديها مشاكل كانت تذهب إليها لتأخذ بنصيحتها علاوة على مهارتها في تقديم الوصفات الدوائية للمرضى.
وذكر السادات أن جدته ووالدته كانتا تحكيان له قصصًا غير عادية قبل النوم، لم تكن قصصًا تقليدية عن مآثر الحروب القديمة والمغامرات، بل كانت عن الأبطال المعاصرين ونضالهم من أجل الاستقلال الوطني، مثل قصة دس السم لمصطفى كامل بواسطة البريطانيين الذين أرادوا وضع نهاية للصراع ضد احتلالهم لمصر. أنور الصغير لم يكن يعرف من هو مصطفى كامل، لكنه تعلم من خلال التكرار أن البريطانيين أشرار ويسمون الناس، ولكن كانت هناك قصة شعبية أثرت فيه بعمق وهي قصة زهران الذي لقب ببطل دنشواي التي تبعد عن ميت أبو الكوم بثلاث أميال.
تلقى السادات تعليمه الأول في كتاب القرية على يد الشيخ عبد الحميد عيسى، ثم انتقل إلى مدرسة الأقباط الابتدائية بطوخ دلكة وحصل منها على الشهادة الابتدائية، وانتهت جنة القرية بالنسبة للسادات مع رجوع والده من السودان، حيث فقد وظيفته هناك على إثر اغتيال لي ستاك، وما ترتب على ذلك من سحب القوات المصرية من المنطقة. بعد ذلك انتقلت الأسرة المكونة من الأب وزوجاته الثلاث وأطفالهن إلى منزل صغير بكوبري القبة بالقاهرة وكان عمر السادات وقتها حوالي ست سنوات، ولم تكن حياته في هذا المنزل الصغير مريحة حيث أن دخل الأب كان صغيرًا للغاية، وظل السادات يعاني من الفقر والحياة الصعبة إلى أن استطاع إنهاء دراسته الثانوية عام 1936. وفي نفس السنة كان النحاس باشا قد أبرم مع بريطانيا معاهدة 1936، وبمقتضى هذه المعاهدة سمح للجيش المصري بالاتساع، وهكذا أصبح في الإمكان أن يلتحق بالكلية الحربية حيث كان الالتحاق بها مقتصرًا على أبناء الطبقة العليا، وبالفعل تم التحاقه بالكلية وتخرج في عام 1938، وتم تعيينه في سلاح الإشارة. دخل الجيش برتبة ملازم ثاني وتم إرساله إلى السودان الإنجليزي المصري (كانت السودان منطقة ذات سيادة مشتركة تحت الحكم البريطاني والمصري المشترك في ذلك الوقت). وهناك التقى بجمال عبد الناصر، وشكل مع العديد من الضباط الصغار الآخرين حركة الضباط الأحرار، وهي حركة تأسست للإطاحة بالاحتلال البريطاني في مصر والقضاء على فساد الدولة.

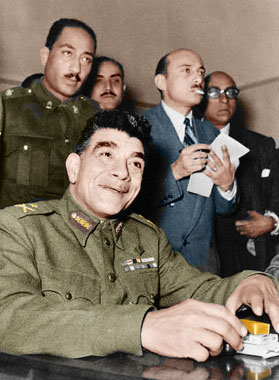
السادات مع محمد نجيب عام 1952

خلال الحرب العالمية الثانية، تعاون السادات مع جواسيس ألمانيا النازية في مصر كنوع من العداء للإنجليز المحتلين. وبمجرد أن اكتشفت السلطات البريطانية ذلك، تم اعتقاله وسجنه طوال فترة الحرب. وبحلول نهاية الصراع، كان قد التقى بالفعل بالجمعية السرية التي قررت اغتيال أمين عثمان، وزير المالية في حكومة حزب الوفد، ورئيس جمعية الصداقة المصرية البريطانية، بسبب تعاطفه الشديد مع البريطانيين. اغتيل عثمان في يناير 1946. وبعد اغتيال أمين عثمان، عاد السادات مرة أخرى وأخيرة إلى السجن.
وفي سجن قرميدان واجه أصعب محن الحبس الانفرادي، إلا أن المتهم الأول في قضية حسين توفيق هرب، ومع عدم وجود دليل جنائي سقطت جميع التهم وخرج المشتبه به طليقا. وكان صلاح ذو الفقار، ضابط الشرطة الشاب آنذاك، هو الضابط المسؤول في السجن في ذلك الوقت. كان يؤمن في قلبه ببطولة السادات وأنه قام بدور وطني تجاه وطنه وأنه أدين وسجن بسبب حبه لوطنه. أحضر ذو الفقار معه طعامًا وصحفًا وسجائر وساعد عائلته كثيرًا في الحصول على تصاريح زيارة للاطمئنان عليه. كان أنور السادات نشطًا في العديد من الحركات السياسية، بما في ذلك جماعة الإخوان المسلمين، وحزب مصر الفتاة الفاشي، والحرس الحديدي المؤيد للقصر، والمجموعة العسكرية السرية التي تسمى الضباط الأحرار. شارك السادات مع زملائه من الضباط الأحرار في الانقلاب العسكري الذي أطلق ثورة 23 يوليو، والتي أطاحت بالملك فاروق الأول. ألقى السادات البيان الأول للثورة عبر الإذاعة للشعب المصري.
يقال إنه بعد نهاية الحرب العالمية الثانية، كتب السادات إلى مجلة «المصور» الأسبوعية رسالة أشاد فيها بإرث أدولف هتلر.

## بعد الثورة

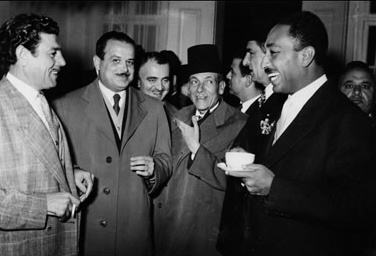
من اليمين إلى اليسار: الرئيس أنور السادات عندما كان في منصب الأمين العام للمؤتمر الإسلامي العالمي في بيروت، وعضو البرلمان اللبناني صلاح البزري، ومحمد علي الطاهر، ومدحت فتفت سفير لبنان لدى مصر، والأمير فريد شهاب، ثم الصحفي العراقي يونس بحري، في المؤتمر الإسلامي المنعقد في بيروت عام 1955.

في عام 1953 أنشأ مجلس قيادة الثورة جريدة الجمهورية وأسند إليه رئاسة تحرير هذهِ الجريدة، وفي عام 1954 مع أول تشكيل وزاري لحكومةِ الثورة تولى منصب وزير دولة في شهر سبتمبر من عام 1954. وكان عضوًا في المجلس الأعلى لهيئة التحرير. وكذلك شغل منصب الأمين العام للمؤتمر الإسلامي العالمي في بيروت عام 1955.
وانتخب عضوًا بمجلس الأمة عن دائرة تلا ولمدة ثلاث دورات ابتداءً من عام 1957. وكان قد انتخب في عام 1960 رئيسًا لمجلس الأمة وذلك للفترة من 21 يوليو 1960 حتى 27 سبتمبر 1961، كما أنتخب رئيسًا لمجلس الأمة للفترة الثانية من 29 مارس 1964 إلى 12 نوفمبر 1968، كما أنه في عام 1961 عين رئيسًا لمجلس التضامن الأفرو - آسيوي.
في عام 1969 اختاره جمال عبد الناصر نائبًا له، وظل بالمنصب حتى يوم 28 سبتمبر 1970.

## رئاسة مصر

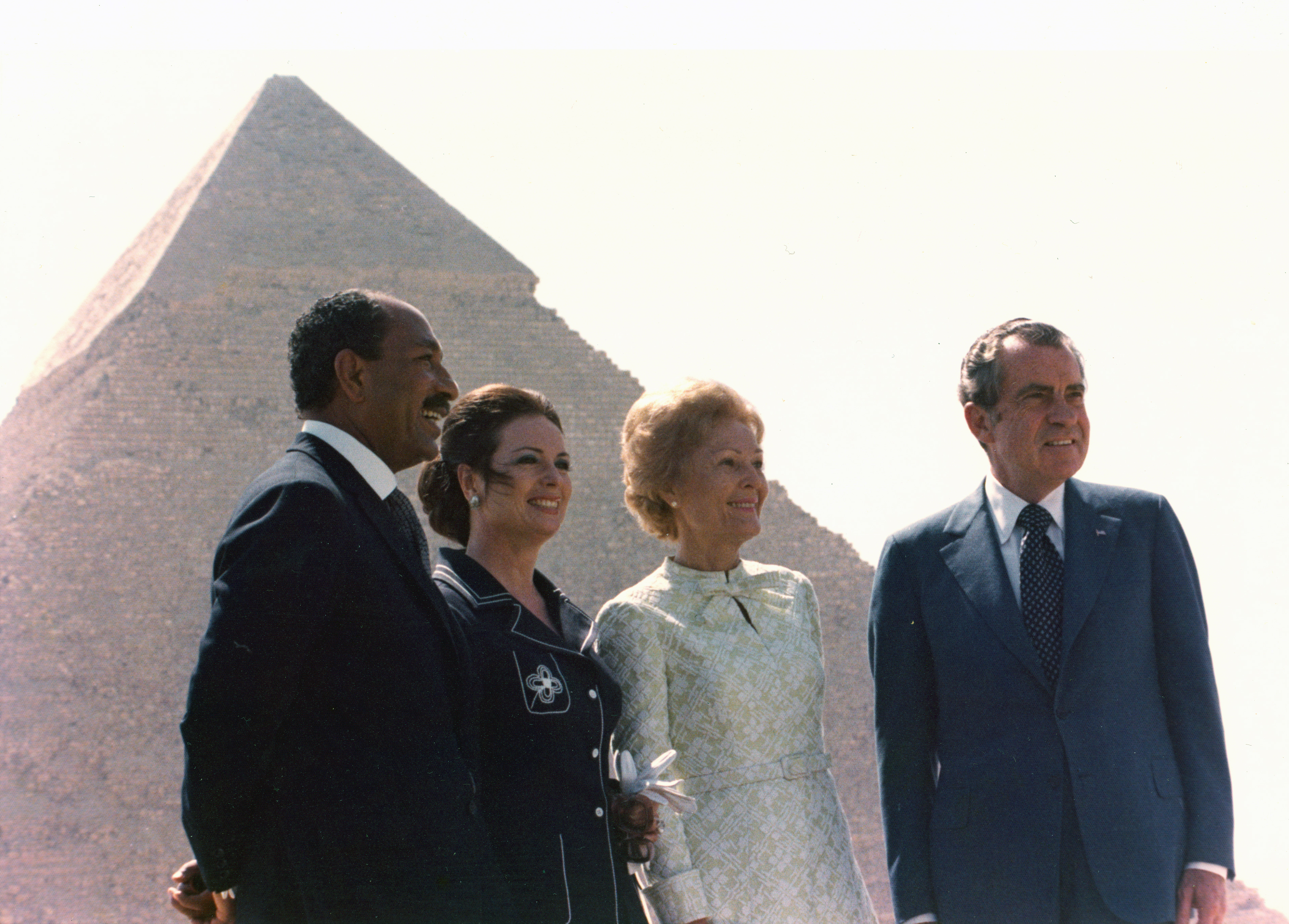
الرئيس أنور السادات وجيهان السادات يقابلان الرئيس الأمريكي ريتشارد نيكسون وزوجته بات نيكسون عام 1974

بعد وفاة الرئيس جمال عبد الناصر في 28 سبتمبر 1970 ولأنه يشغل منصب نائب الرئيس حل بمحلهِ رئيسًا للجمهورية. وقد اتخذ في 15 مايو 1971 قرارًا حاسمًا بالقضاء على مراكز القوى في مصر وهو ما عرف بثورة التصحيح، وفي نفس العام أصدر دستورًا جديدًا لمصر.
وأستغنى في عام 1972 عن ما يقرب من 17000 خبير روسي في أسبوع واحد، ولم يكن خطأ استراتيجي ولم يكلف مصر الكثير إذ كان السوفييت عبئًا كبيرًا على الجيش المصري، وكانوا من قدامى العسكريين السوفيت والمحالين على التقاعد، ولم يكن لهم أي دور عسكري فعلي خلال حرب الاستنزاف على الإطلاق، وكان الطيارون السوفييت برغم مهمتهم في الدفاع عن سماء مصر من مطار بني سويف، إلا أنهم كانوا قد فشلوا في تحقيق المهمة بالكامل، والدليل خسارتهم لعدد 6 طائرات (ميج 21) سوفيتية بقيادة طيارين سوفيت في أول وآخر اشتباك جوي حدث بينهم وبين الطائرات الإسرائيلية، والحقيقة التي يعرفها الكثيرون بأن إقدام السادات على هذا التخلي كان من أهم خطوات حرب أكتوبر، حيث أراد السادات عدم نسب الانتصار إلى السوفيت.
 وكذلك من أهم الأسباب التي جعلته يقدم على هذه الخطوة هو أن الاتحاد السوفياتي أراد تزويد مصر بالأسلحة بشرط عدم استعمالها إلا بأمر منه. حيث أجابهم السادات بكلمة: «(آسف) فلا أقبل فرض قرار على مصر إلا بقراري وقرار الشعب المصري». كما أن هؤلاء الخبراء الروس كانوا معيقين بالفعل للعمليات العسكرية المصرية خلال حرب الاستنزاف، وتم اكتشاف عدد منهم يتجسس لحساب إسرائيل بالفعل، وكان الضباط والجنود المصريون لا يتحدثون معهم في أي تفاصيل عن العمليات الحربية أو حتى التدريب، فقد كان تواجد هؤلاء الخبراء مجرد رمز على الدعم السوفيتي ولعبة سياسية لا أكثر.
وقد أقدم على اتخاذ قرار مصيري لمصر وهو قرار الحرب ضد إسرائيل التي بدأت في 6 أكتوبر 1973 عندما استطاع الجيش كسر خط بارليف وعبور قناة السويس فقاد مصر إلى أول انتصار عسكري على إسرائيل.
وقد قرر في عام 1974 على رسم معالم جديدة لنهضة مصر بعد الحرب وذلك بانفتاحها على العالم فكان قرار الانفتاح الاقتصادي.
ومن أهم الأعمال التي قام بها إعادة الحياة الديمقراطية التي بشرت بها ثورة 23 يوليو ولم تتمكن من تطبيقها، حيث كان قراره الذي اتخذه عام 1976 بعودة الحياة الحزبية فظهرت على أثر ذلك المنابر السياسية، ومن رحم هذه التجربة ظهر أول حزب سياسي وهو الحزب الوطني الديمقراطي كأول حزب بعد ثورة يوليو وهو الحزب الذي أسسه وترأسه وكان اسمه بالبداية حزب مصر، ثم توالى من بعده ظهور أحزاب أخرى
حزب الوفد الجديد وحزب التجمع الوحدوي التقدمي وغيرها من الأحزاب.
انتفاضة الخبز هي مظاهرات وأعمال شغب شعبية ضد الغلاء، جرت في يومي 18 و19 يناير 1977 في عدة مدن مصرية رفضا لمشروع ميزانية يرفع الأسعار للعديد من المواد الأساسية، حيث قام الدكتور عبد المنعم القيسوني، نائب رئيس الوزراء للشؤون المالية والاقتصادية بإلقاء خطاب أمام مجلس الشعب في 17 يناير 1977 بخصوص مشروع الميزانية لذلك العام، أعلن فيه إجراءات تقشفية لتخفيض العجز، وربط هذا بضرورة الاتفاق مع صندوق النقد الدولي والبنك الدولي لتدبير الموارد المالية الإضافية اللازمة.
كان رد فعل الشارع على الزيادات أن الناس خرجت للشوارع حتى استجابت الحكومة وتراجعت عن زيادة الأسعار. أطلق الرئيس المصري أنور السادات عليها اسم «ثورة الحرامية» وخرج الإعلام الرسمي يتحدث عن «مخطط شيوعي لاحداث بلبلة واضطرابات في مصر وقلب نظام الحكم» وتم القبض على عدد كبير من النشطاء السياسيين من اليساريين قبل أن تصدر المحكمة حكمها بتبرئتهم.

### اتفاقية كامب ديفيد

#### معاهدة السلام بين مصر وإسرائيل

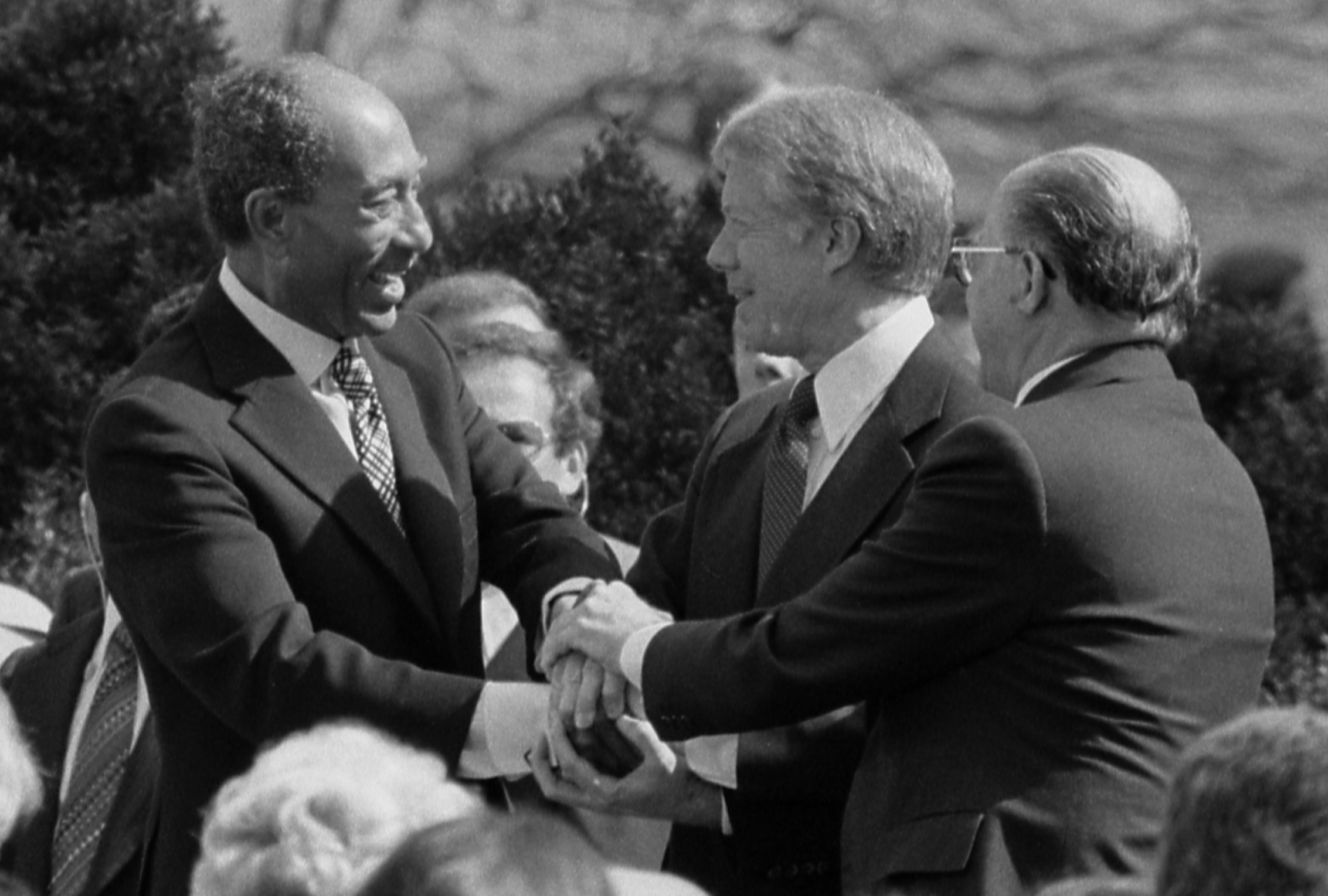
الرئيس السادات موقعا اتفاقية كامب ديفيد مع إسرائيل

بتاريخ 19 نوفمبر 1977 اتخذ الرئيس السادات قراره الذي سبب ضجة بالعالم العربي بزيارته للقدس وذلك ليدفع بيده عجلة السلام بين مصر وإسرائيل. وقد قام في عام 1978 برحلته إلى الولايات المتحدة الأمريكية من أجل التفاوض لاسترداد الأرض وتحقيق السلام كمطلب شرعي لكل دولة. وخلال هذه الرحلة وقع اتفاقية السلام في كامب ديفيد برعاية الرئيس الأمريكي جيمي كارتر. وقد وقع معاهدة كامب ديفيد للسلام بين مصر وإسرائيل مع كل من الرئيس الأمريكي جيمي كارتر ورئيس الوزراء الإسرائيلي مناحيم بيجن. الاتفاقية هي عبارة عن إطار للتفاوض يتكون من اتفاقيتين الأولى إطار لاتفاقية سلام منفردة بين مصر وإسرائيل والثانية خاصة بمبادئ للسلام العربي الشامل في الضفة الغربية وقطاع غزة والجولان.
وقد انتهت الاتفاقية الأولى بتوقيع معاهدة السلام المصرية - الإسرائيلية عام 1979 والتي عملت إسرائيل على إثرها على إرجاع الأراضي المصرية المحتلة إلى مصر.
وقد حصل على جائزة نوبل للسلام مناصفة مع رئيس الوزراء الإسرائيلي مناحيم بيجن وذلك على جهودهما الحثيثة في تحقيق السلام في منطقة الشرق الأوسط.

### علاقاته بالدول العربية

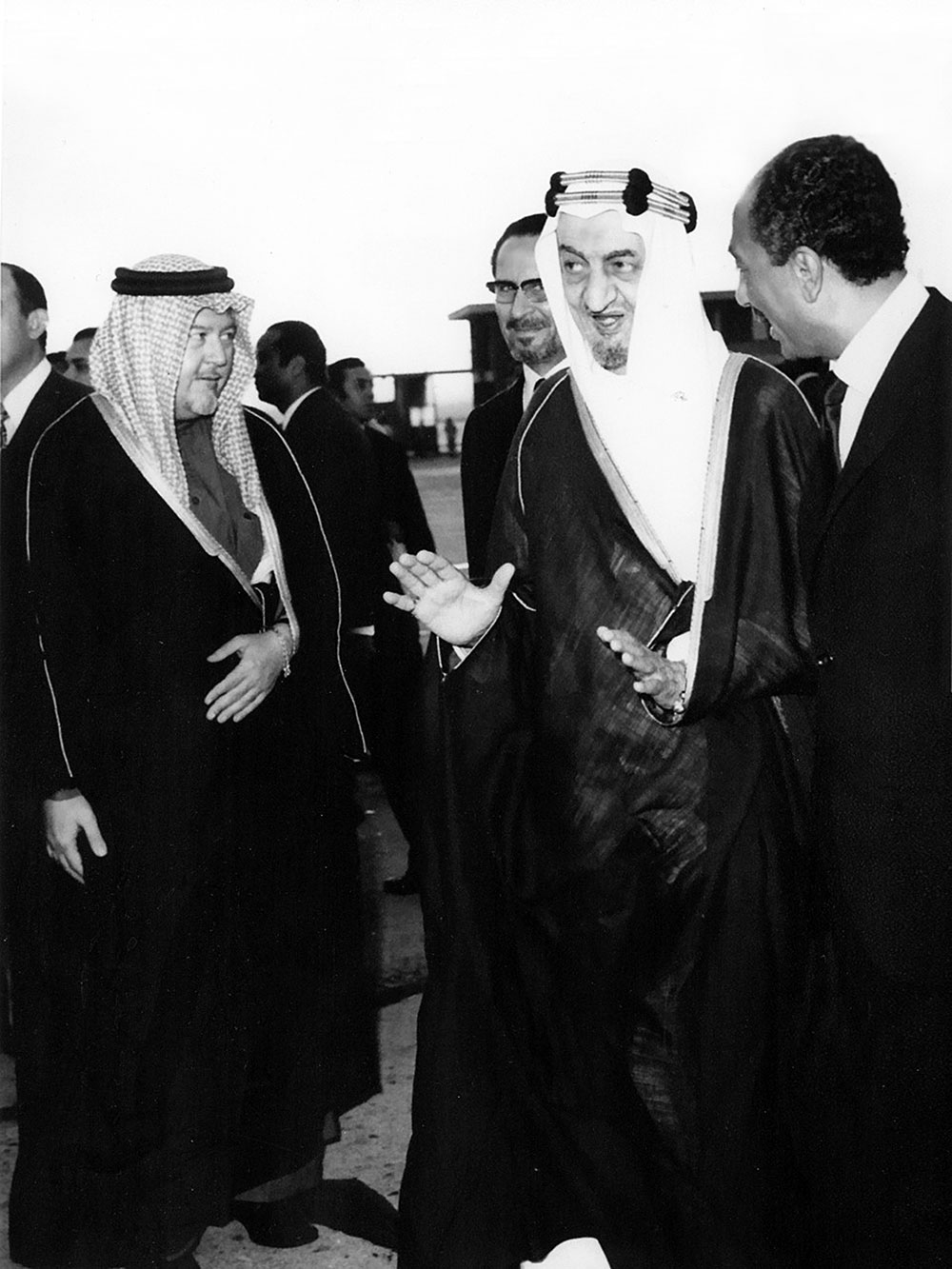
الرئيس المصري أنور السادات و يظهر بجانبه الملك السعودي فيصل بن عبدالعزيز ورئيس الاستخبارات السعودية كمال أدهم

لم تكن ردود الفعل العربية إيجابية لزيارته لإسرائيل، حيث عملت الدول العربية على مقاطعة مصر وتعليق عضويتها في الجامعة العربية، وتقرر نقل المقر الدائم للجامعة العربية من القاهرة إلى تونس العاصمة، وكان ذلك في القمة العربية التي تم عقدها في بغداد بناءً على دعوة من الرئيس العراقي أحمد حسن البكر في 2 نوفمبر 1978، والتي تمخضت عنها مناشدة الرئيس المصري للعدول عن قراره بالصلح المنفرد مع إسرائيل مما سيلحق الضرر بالتضامن العربي ويؤدي إلى تقوية وهيمنة إسرائيل وتغلغلها في الحياة العربية وانفرادها بالشعب الفلسطيني، كما دعى العرب إلى دعم الشعب المصري بتخصيص ميزانية قدرها 11 مليار دولار لحل مشاكله الاقتصادية، إلا أنه رفضها مفضلًا الاستمرار بمسيرته السلمية المنفردة مع إسرائيل.
وقد أقدمت الدول العربية على قطع علاقتها مع مصر، باستثناء سلطنة عمُان والسودان والمغرب. وقد اعتبر كثير من الباحثين أن هذا القرار كان متسرعًا وغير مدروس، وكان في جوهره يعبر عن التطلعات المستقبلية للرجل الثاني في العراق آنذاك صدام حسين. لكن سرعان ما عادت الجامعة العربية لجمهورية مصر العربية عام 1989.

### علاقته بالأقباط
في عام 1981، قام الرئيس أنور السادات، بنفي البابا شنودة الثالث، متهماً إياه بإثارة الفتنة بين الطوائف. وتقلد حسني مبارك مقاليد الرئاسة في 14 أكتوبر 1981، حيث قام في عام 1982 بالإفراج عن المعتقلين الذين قام سلفه السادات باعتقالهم وقابل بعضهم وكان منهم البابا شنودة الثالث. وبحسب مؤسسة كارنيغي للسلام الدولي ظهر العنف ضد الأقباط خلال السنوات الأربعين الماضية نتيجة تقاطع الخطاب الديني والسيطرة الإستبدادية، حيث روّج محمد أنور السادات للإسلام في الحياة العامة وأعاد بناء الدولة البوليسية الناصرية كوسيلة لتعزيز موقفه السياسي. ويشير التقرير أن الأقباط يواجهون أشكالاً عديدة من التمييز اليومي، إذ مُنِع الأقباط في العادة من تقلّد المناصب القيادية، وكذلك المناصب التي تُعَدّ حسّاسة بالنسبة إلى الأمن القومي، ومن المستويات العليا في جهاز الأمن إلى خطوط الجبهة التربوية حيث يُمنَع الأقباط من تدريس اللغة العربية.

### الأزمة مع إيران

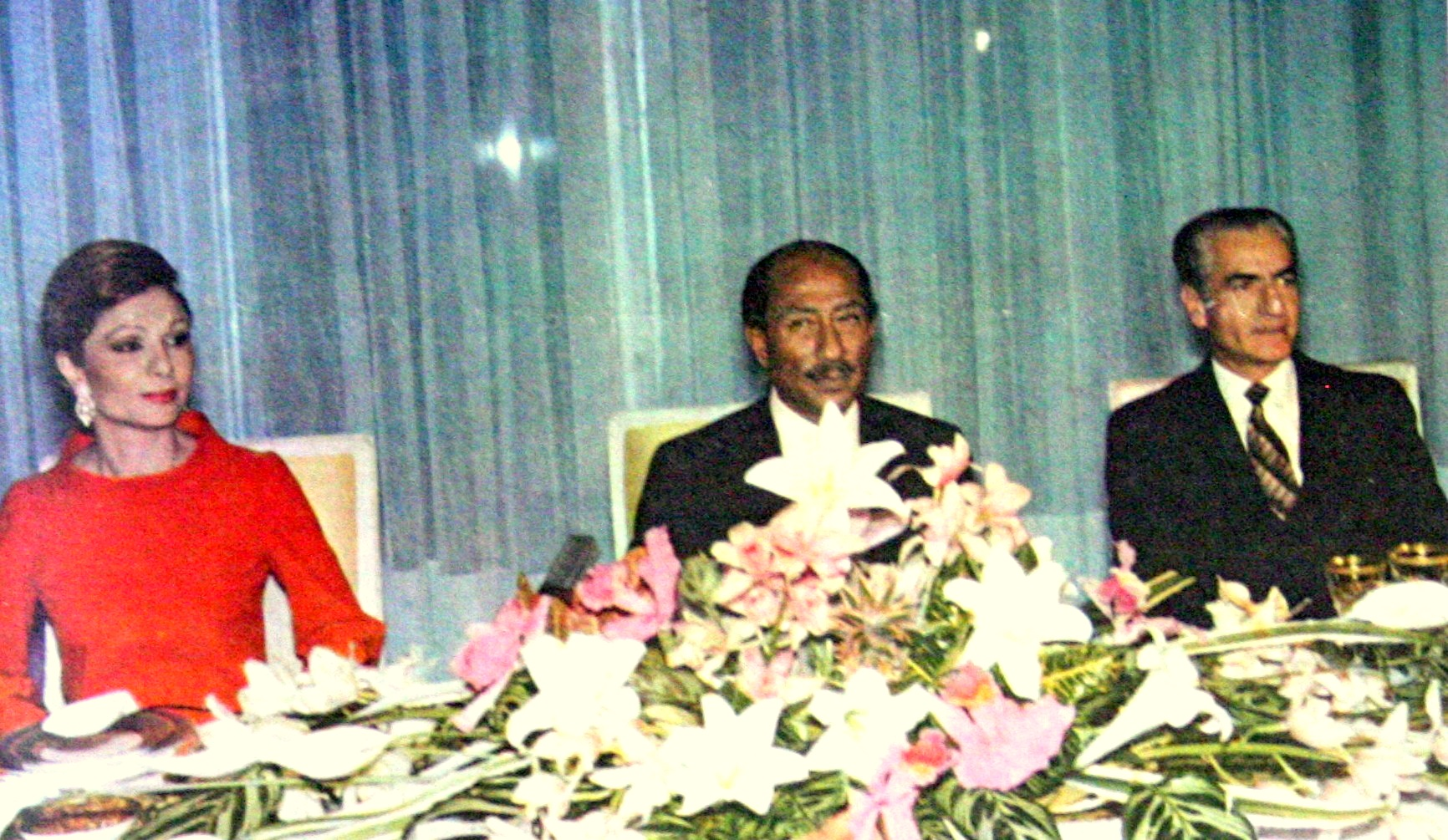
السادات مع شاه إيران محمد رضا بهلوي وزوجته فرح ديبا 1975

بعد وقوع الثورة الإيرانية استضاف السادات شاه إيران محمد رضا بهلوي في القاهرة، مما سبب أزمة سياسية حادة بينه وبين إيران، وتعددت وسائل التعبير عنها من كلا الطرفين بحرب إعلامية وانقطعت العلاقات الدبلوماسية بين البلدين.
وفي مطلع عام 2004 وفي عهد الرئيس محمد خاتمي طلبت إيران عودة العلاقات الدبلوماسية مع مصر واشترطت مصر لذلك تغيير اسم الشارع الذي يحمل اسم «خالد الإسلامبولي».
في شهر يوليو 2025 قامت إيران بإلغاء اسم الشارع الذي يحمل اسم «خالد الإسلامبولي» إلى شارع حسن نصر الله زعيم حزب الله اللبناني.
في عام 2008م عرض في إيران فيلم وثائقي من إنتاج إيراني بعنوان «إعدام الفرعون». وكان الفيلم يصف السادات «بالخائن»، ويمجد قاتليه، مما زاد في توتر العلاقات بين البلدين، وأدى لاستدعاء القاهرة للمبعوث الإيراني لديها محذرة طهران من مزيد من التدهور في علاقات البلدين.
وبعد ذلك أعلنت الحكومة الإيرانية رسميًا وقف عرض الفيلم المسيء للسادات وسحبه من الأسواق كما أعلنت أن الفيلم انتج بواسطة إحدى القنوات الفضائية العربية.

### أواخر أيامه
بحلول خريف عام 1981 قامت الحكومة بحملة اعتقالات واسعة شملت المنظمات الإسلامية ومسؤولي الكنيسة القبطية والكتاب والصحفيين ومفكرين يساريين وليبراليين ووصل عدد المعتقلين في السجون المصرية إلى 1536 معتقلًا وذلك على إثر حدوث بوادر فتن واضطرابات شعبية رافضة للصلح مع إسرائيل ولسياسات الدولة الاقتصادية.

### اغتياله

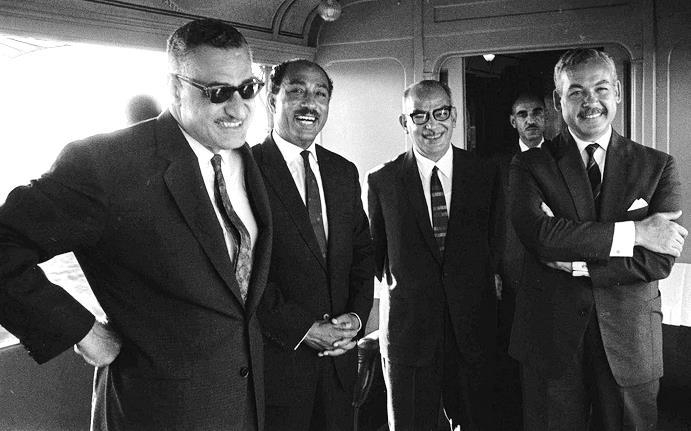
القادة المصريون. من اليسار إلى اليمين: جمال عبد الناصر وأنور السادات وعلي صبري وحسين الشافعي (الإسكندرية ، 1968)

في 6 أكتوبر من عام 1981 (بعد 31 يوم من إعلان قرارات الاعتقال)، اغتيل في عرض عسكري كان يقام بمناسبة ذكرى حرب أكتوبر، وقام بالاغتيال خالد الإسلامبولي وحسين عباس وعطا طايل وعبد الحميد عبد السلام التابعين لمنظمة الجهاد الإسلامي التي كانت تعارض بشدة اتفاقية السلام مع إسرائيل، حيث اطلقوا الرصاص على الرئيس السادات مما أدى إلى إصابته برصاصة في رقبته ورصاصة في صدره ورصاصة في قلبه. وجاء اغتيال السادات بعد أشهر قليلة من حادثة مقتل المشير أحمد بدوي وبعض القيادات العسكرية في تحطم طائرة الهليكوبتر بشكل غامض جدًا، مما فتح باب الشكوك حول وجود مؤامرة. خلفه من بعدهِ في الرئاسة نائب الرئيس السابق محمد حسني مبارك.

### رؤساء مجلس الوزراء في عهده
- محمود فوزي (20 أكتوبر 1970 - 17 يناير 1972).
- عزيز صدقي (17 يناير 1972 - 26 مارس 1973).
- محمد أنور السادات (27 مارس 1973 - 25 سبتمبر 1974).
- عبد العزيز حجازي (25 سبتمبر 1974 - 16 أبريل 1975).
- ممدوح سالم (16 أبريل 1975 - 5 أكتوبر 1978).
- مصطفى خليل (5 أكتوبر 1978 - 14 مايو 1980).
- محمد أنور السادات (14 مايو 1980 - 6 أكتوبر 1981).

## ميراثه السياسي
يرى مؤيدو سياسته أنه الرئيس العربي الأكثر جرأة وواقعية في التعامل مع قضايا المنطقة وأنه انتشل مصر من براثن الدولة البوليسية ومراكز القوى ودفع بالاقتصاد المصري نحو التنمية والازدهار.
وعلى النقيض من ذلك يرى آخرون أنه قوض المشروع القومي العربي وحيّد الدور الإقليمي المصري في المنطقة وقضى على مشروع النهضة الصناعية والاقتصادية ودمر قيم المجتمع المصري وأطلق العنان للتيارات الإسلامية.

## حياته الشخصية والعائلية

### زواجه الأول
كان زواجه الأول تقليديًا حيث تقدم للسيدة «إقبال عفيفي» التي تنتمي إلى أصول تركية، وكانت تربطها قرابة بينها وبين الخديوي عباس، كما كانت أسرتها تمتلك بعض الأراضي بقرية ميت أبو الكوم والقليوبية أيضا، وهذا ما جعل عائلة إقبال تعارض زواج أنور السادات لها، لكنه بعد أن أتم السادات دراسته بالأكاديمية العسكرية تغير الحال وتم الزواج الذي استمر لمدة تسع سنوات، وأنجبا خلالها ثلاثة بنات هم رقية وراوية وكاميليا.

### زواجه الثاني
تزوج للمرة الثانية من السيدة جيهان رؤوف صفوت عام 1949، التي أنجب منها 3 بنات وولدًا هم لبنى ونهى وجيهان وجمال.

## السادات في السينما والتلفزيون

ملصق فيلم أيام السادات

تناولت شخصيته عدد من الأفلام والمسلسلات نذكر منها
1. سادات - فيلم أمريكي بطولة لويس جوست جونيور إنتاج 1983.
2. الثعلب - إنتاج 1993 مسلسل من ملفات الجاسوسية بطولة نور الشريف.. وقام بدور السادات الممثل عبد الله غيث.
3. الجاسوسة حكمت فهمي - فيلم إنتاج 1994 عن الجاسوسة حكمت فهمي بطولة نادية الجندي وقام بدور السادات الممثل أحمد عبد العزيز
4. امرأة هزت عرش مصر - فيلم إنتاج 1995 فيلم عن ناهد رشاد والملك فاروق بطولة نادية الجندي - فاروق الفيشاوي وقام بدور السادات الممثل جمال عبد الناصر
5. ناصر 56 - إنتاج 1996 فيلم عن جمال عبد الناصر بطولة أحمد زكي.. وقام بدور السادات الممثل محمود البزاوي.
6. جمال عبد الناصر - فيلم بطولة خالد الصاوي - وهشام سليم وقام بدور السادات الفنان طلعت زين إنتاج 1999
7. أيام السادات - فيلم مصري 2001 بطولة أحمد زكي.
8. أوراق مصرية - إنتاج 2003 مسلسل بطولة صلاح السعدني.. وقام بدور السادات الممثل محمود عبد المغني وأحمد بدير.
9. فارس الرومانسية -مسلسل بطولة محمد رياض - عن قصة حياة يوسف السباعي وقام بدور السادات الممثل زين نصار 2003
10. إمام الدعاة -مسلسل بطولة حسن يوسف - وعفاف شعيب عن قصة حياة محمد متولي الشعراوي وقام بدور السادات الممثل مفيد عاشور 2003
11. العندليب حكاية شعب -مسلسل سنة 2006 عن قصة حياة عبد الحليم حافظ بطولة شادي شامل.. وقام بدور السادات الممثل محمد نصر.
12. ناصر - مسلسل عن حياة جمال عبد الناصر إنتاج 2008.. وقام بدور السادات الممثل عاصم نجاتي.
13. إعدام فرعون - فيلم إيراني وثائقي 2008.
14. كاريوكا - مسلسل سنة 2012 عن قصة حياة تحية كاريوكا بطولة وفاء عامر.. وقام بدور السادات الممثل محمد رمضان
15. صديق العمر -مسلسل سنة 2014 عن أحداث فترة الستينات بطولة جمال سليمان وباسم سمرة.. وقام بدور السادات الممثل محمد نصر
16. الملاك، فيلم إسرائيلي-أمريكي، بطولة مروان كنزاري وقام بدور السادات الفنان ساسون جاباي إنتاج 2018

## مؤلفاته
من أبرز مؤلفاته:
- البحث عن الذات
- قصة الثورة كاملة
- يا ولدي هذا عمك جمال
- ثورة على النيل.
- القاعدة الشعبية.
- الصفحات المجهولة للثورة.
- 30 شهرًا في السجن.
- أسرار الثورة المصرية.
- معنى الاتحاد القومى.
- نحو بعث جديد.
- وصيتى

(مؤلفاته الإنجليزية)
- Revolt on the nile
- Those I have known

## معرض الصور

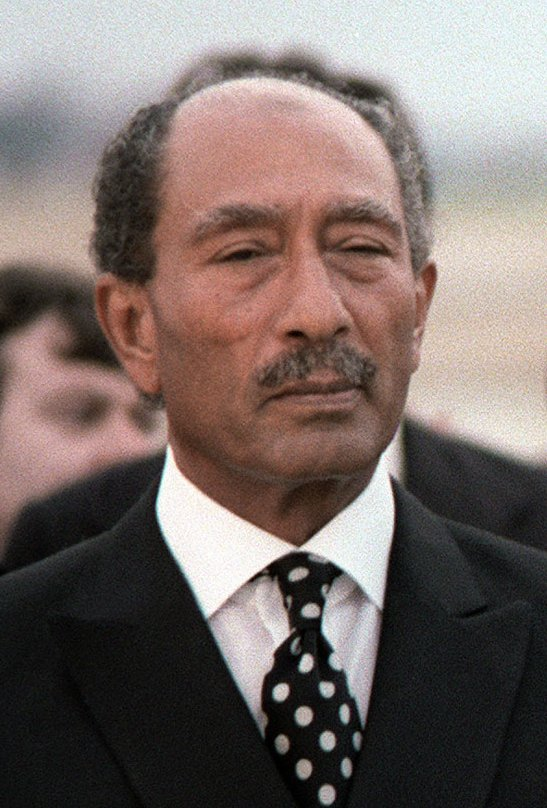
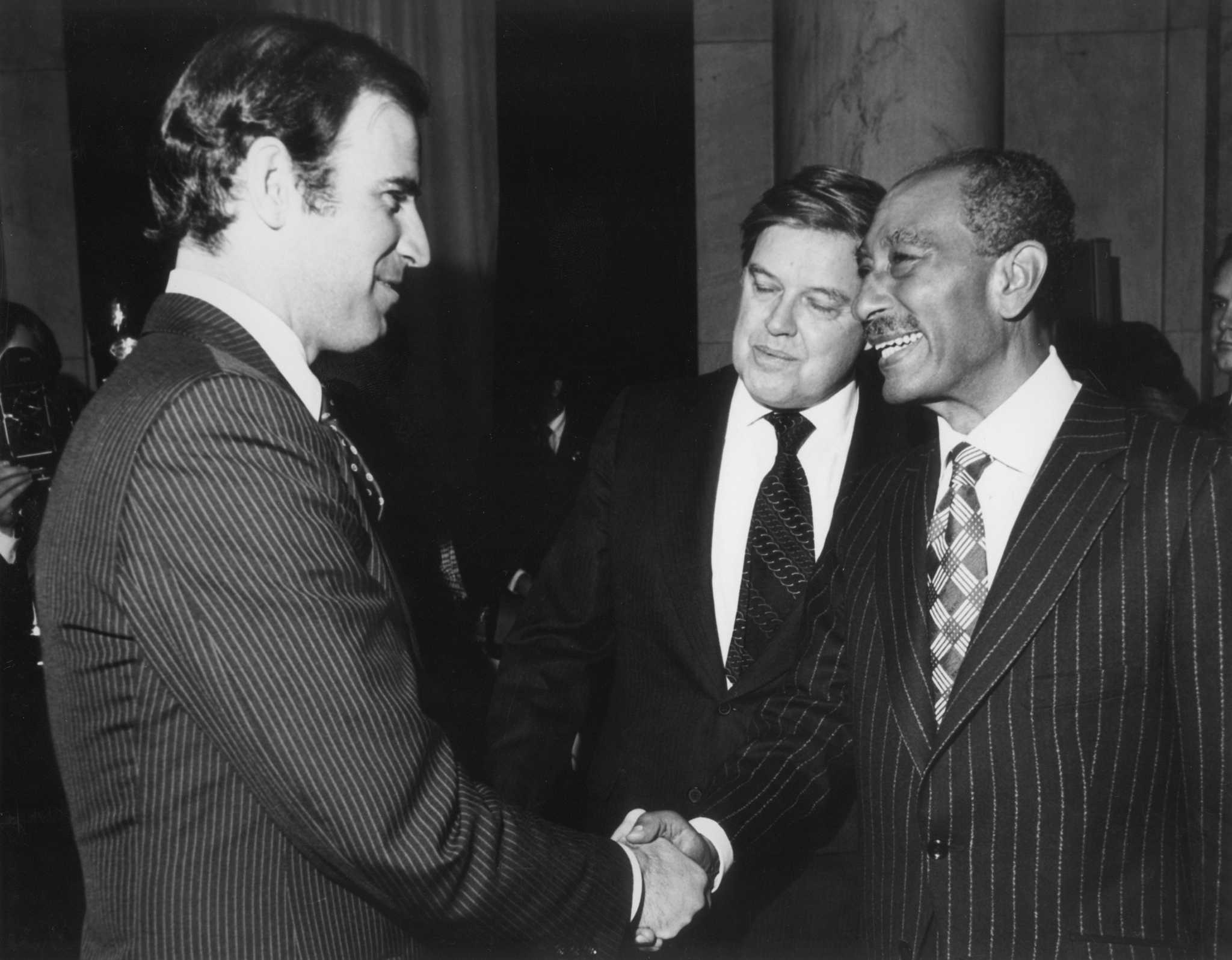
السادات يستمع إلى شرح المشير أحمد إسماعيل وفي الصورة الفريق سعد الدين الشاذلي محمد عبد الغني الجمسي وفؤاد نصار
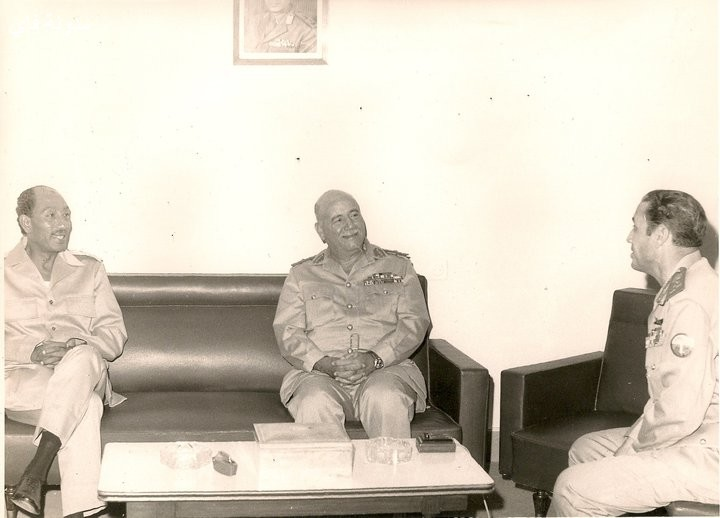
السادات والفريق سعد الدين الشاذلي مع الوزير أحمد إسماعيل
السادات مع القادة العسكريين في حرب أكتوبر 1973
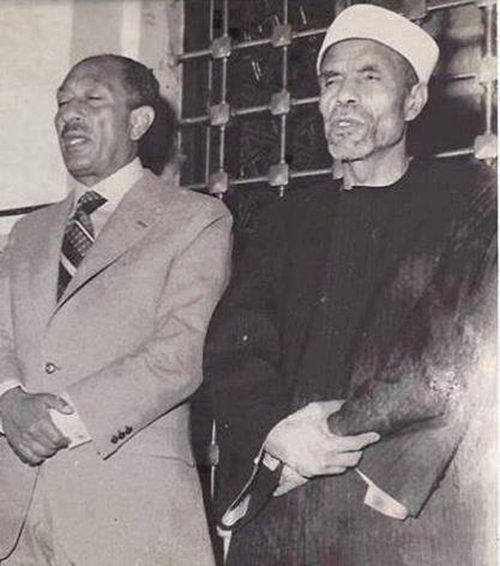
السادات يصلي مع الشيخ الشعراوي 1978
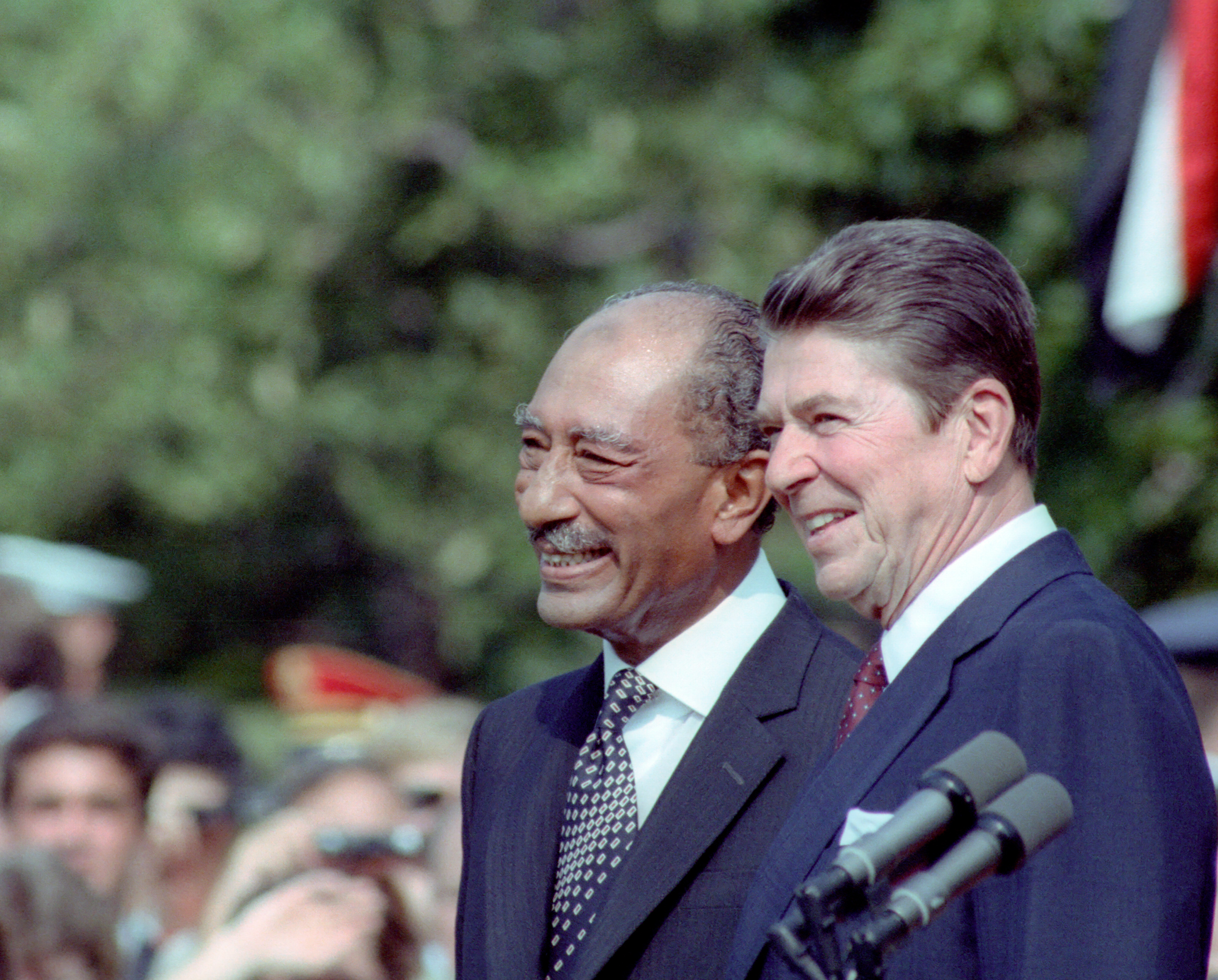
السادات مع الرئيس الأمريكي رونالد ريغن عام 1981
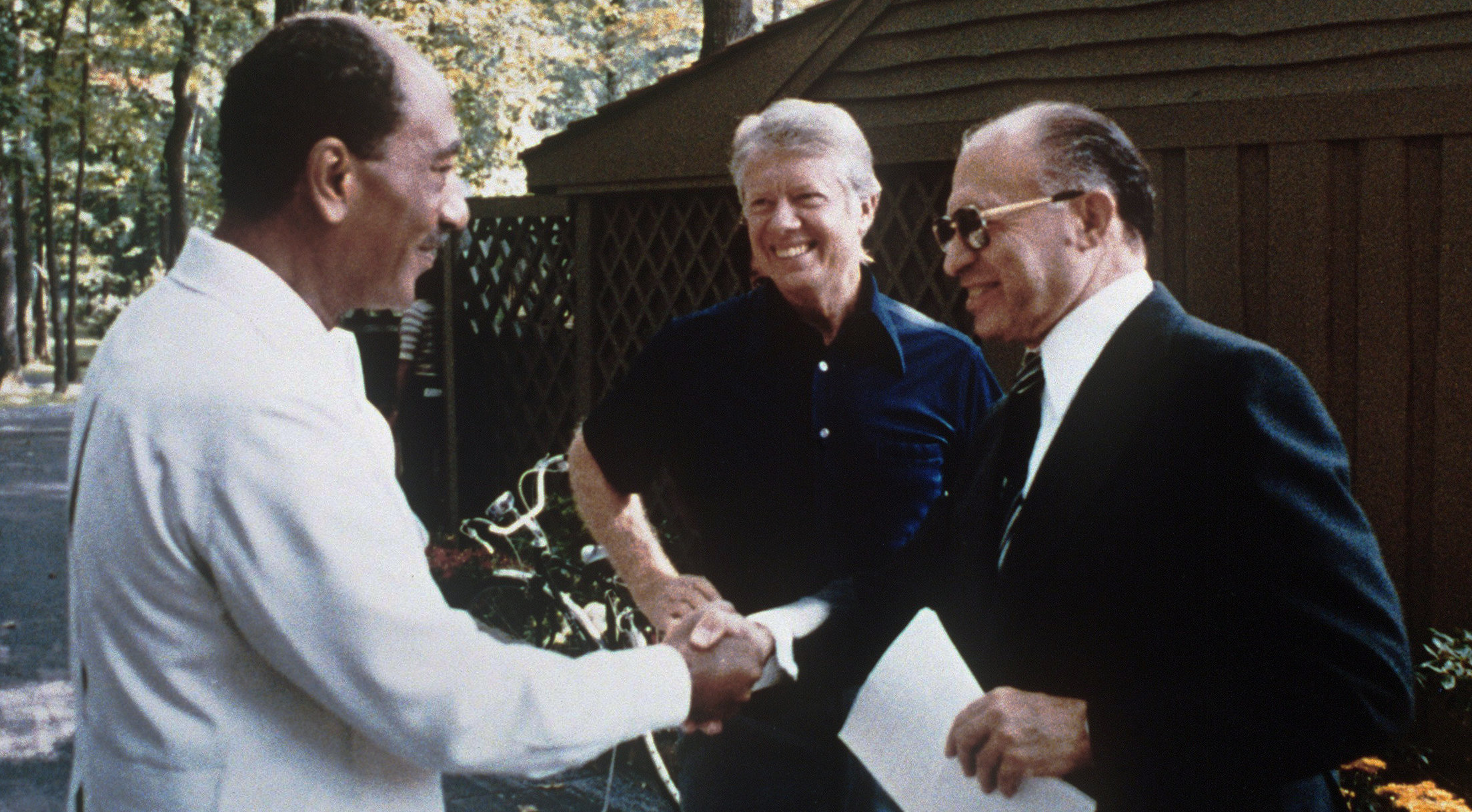
أنور السادات يصافح بيجِن وفي الصورة الرئيس الأمريكي جيمي كارتر 1978
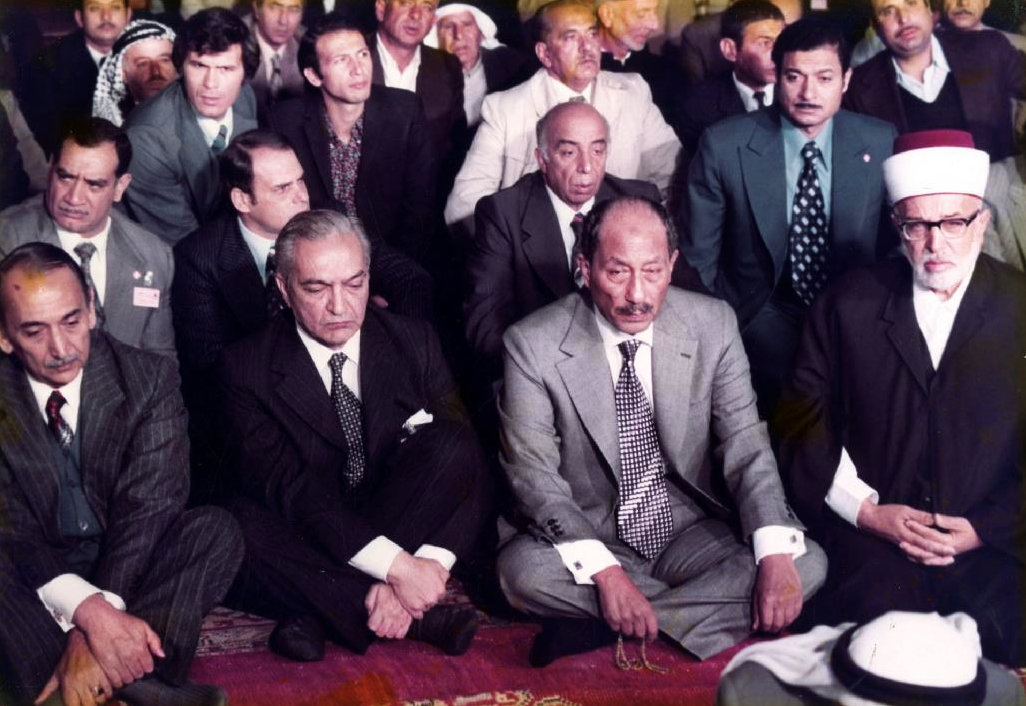
زيارة وصلاة الرئيس المصري محمد أنور السادات للمسجد الأقصى في القدس عام 1977.
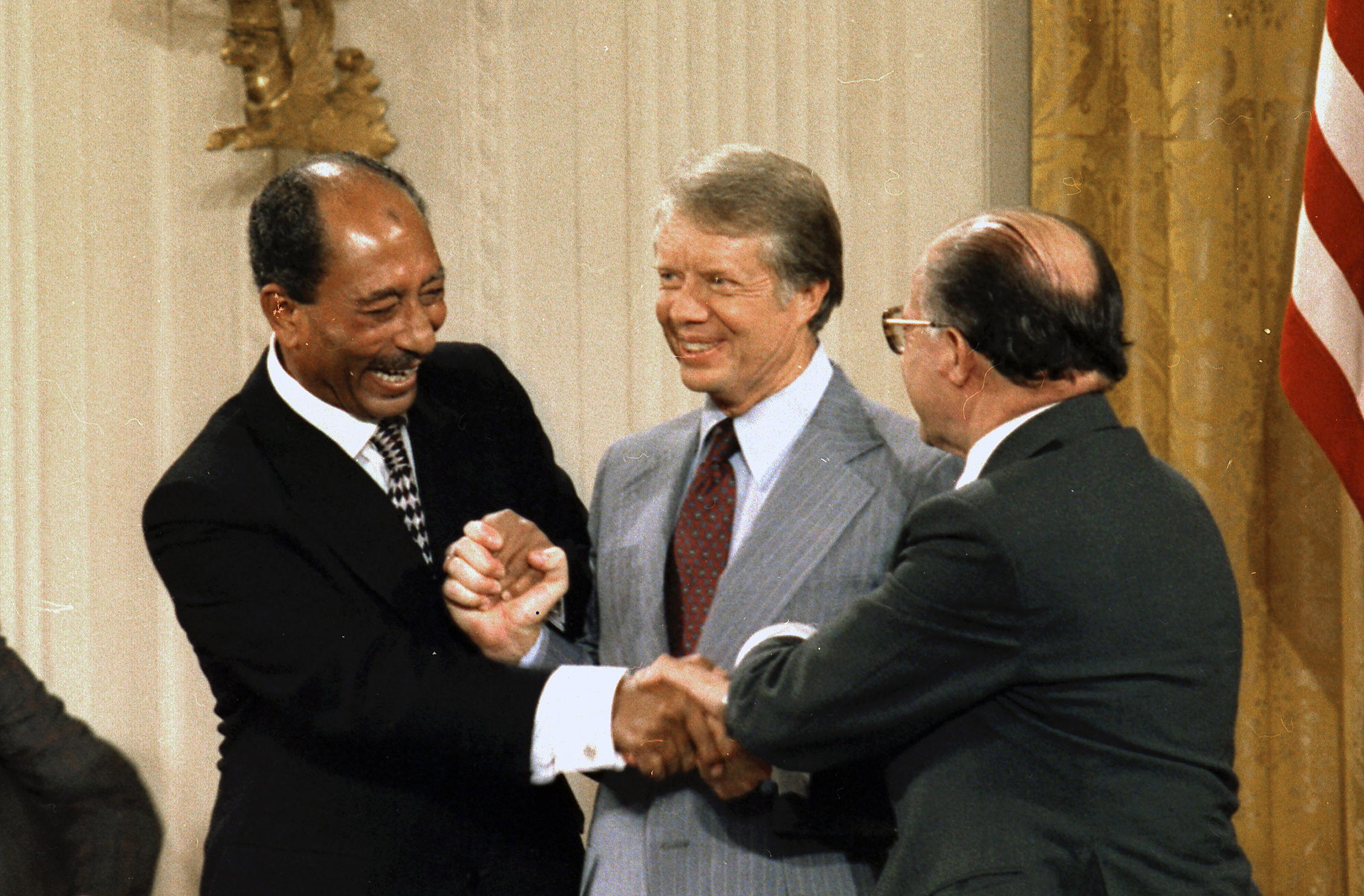
السادات بعد التوقيع على معاهدة كامب ديفيد
السادات في كامب ديفيد 1978
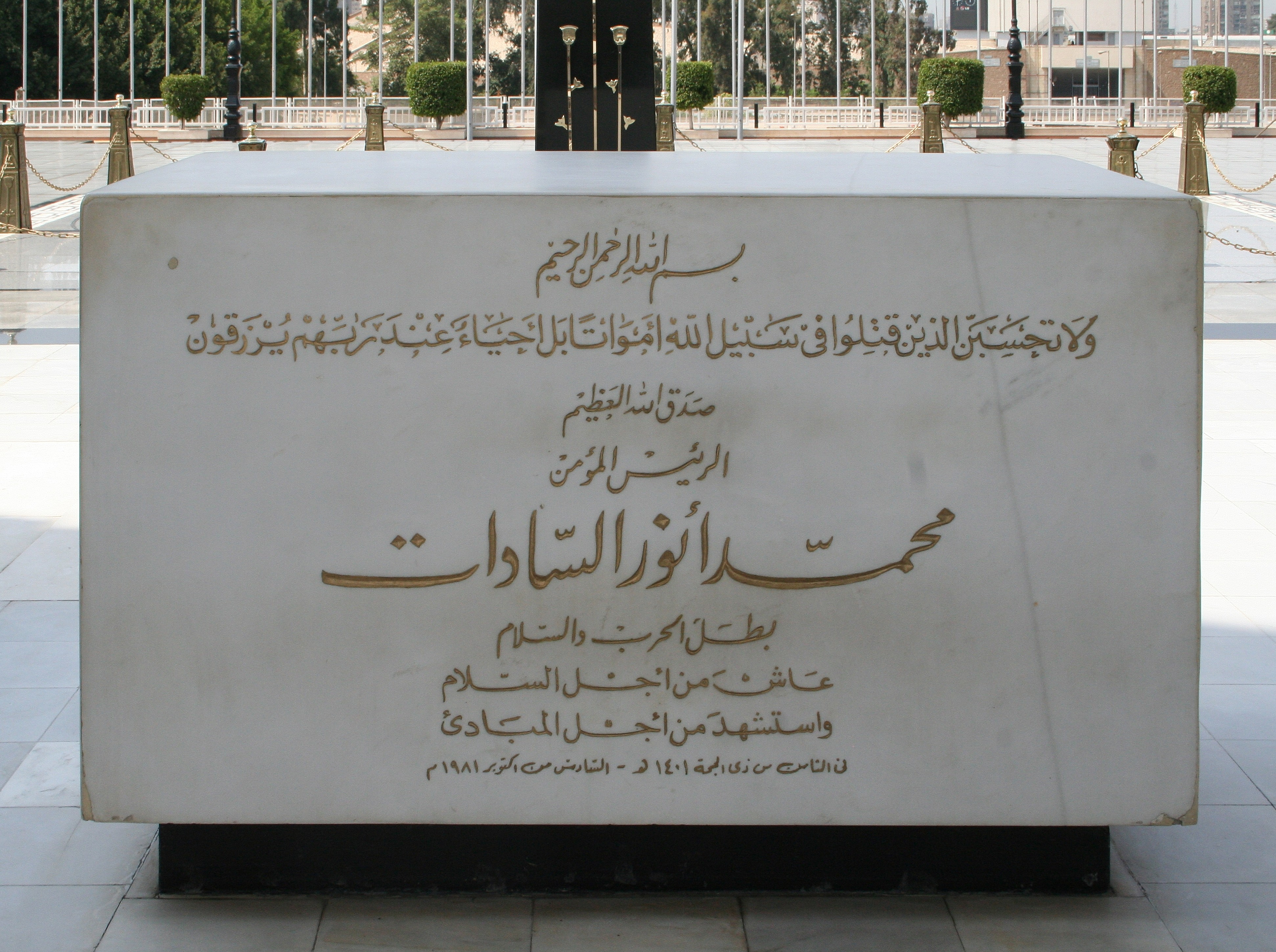
ضريح السادات
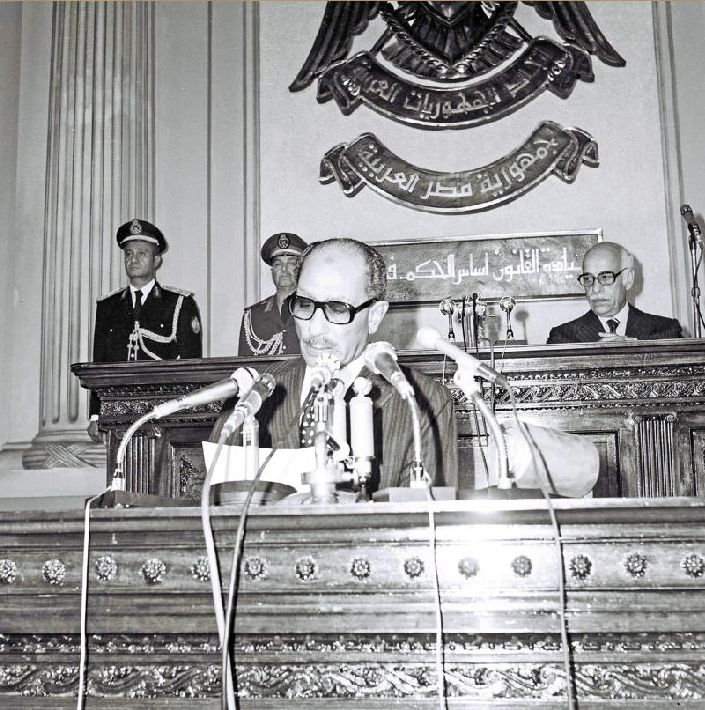

## وصلات خارجية
- محمد أنور السادات على موقع IMDb (الإنجليزية)
- محمد أنور السادات على موقع الموسوعة البريطانية (الإنجليزية)
- محمد أنور السادات على موقع مونزينجر (الألمانية)
- محمد أنور السادات على موقع ألو سيني (الفرنسية)
- محمد أنور السادات على موقع ميوزك برينز (الإنجليزية)
- محمد أنور السادات على موقع إن إن دي بي (الإنجليزية)
- محمد أنور السادات على موقع ديسكوغز (الإنجليزية)
- محمد أنور السادات على موقع قاعدة بيانات الفيلم (الإنجليزية)
- محمد أنور السادات على موقع كينوبويسك (الروسية)

  - الأرشيف الرقمي للرئيس محمد أنور السادات
- الموقع الرسمي للرئيس محمد أنور السادات
- برنامج (من هو السادات) إنتاج مكتبة الإسكندرية / الجزء الأول على يوتيوبـ الجزء الثاني على يوتيوبـ الجزء الثالث على يوتيوب

| سبقه علي صبري        | نائب رئيس الجمهورية 1969 – 28 سبتمبر 1970               | تبعه محمود فوزي       |
| سبقه جمال عبد الناصر | رئيس جمهورية مصر العربية 28 سبتمبر 1970 - 6 أكتوبر 1981 | تبعه محمد حسني مبارك  |
| سبقه عزيز صدقي       | رئيس مجلس الوزراء المصري 1970 –1975                     | تبعه عبد العزيز حجازي |
| سبقه مصطفى خليل      | رئيس مجلس الوزراء المصري 15 مايو 1980 – 6 أكتوبر 1981   | تبعه محمد حسني مبارك  |